# Manifiesto de las 343
El manifiesto de las 343, también conocido como manifiesto de las 343 guarras (en francés, manifeste des 343, o des 343 salopes) fue una declaración publicada el 5 de abril de 1971 en la revista francesa Le Nouvel Observateur y firmada por 343 mujeres que afirmaban haber tenido un aborto y que, consiguientemente, se exponían a ser sometidas a procedimientos penales que podían llegar hasta el ingreso en prisión.

## El texto
El manifiesto, redactado por Simone de Beauvoir, comienza así:

«Un millón de mujeres abortan cada año en Francia.
Ellas lo hacen en condiciones peligrosas debido a la clandestinidad a la que son condenadas cuando esta operación, practicada bajo control médico, es una de las más simples.
Se sume en el silencio a estos millones de mujeres.
Yo declaro que soy una de ellas. Declaro haber abortado.
Al igual que reclamamos el libre acceso a los medios anticonceptivos, reclamamos el aborto libre.»

A continuación del manifiesto se suceden las 343 firmas, entre las que destacan personalidades tales como Catherine Arditi, Françoise Arnoul, Brigitte Auber, Stéphane Audran, Colette Audry, Tina Aumont, Hélène de Beauvoir, Simone de Beauvoir, Valérie Boisgel, Olga Bost, Claudine Chonez, Iris Clert, Lise Deharme, Christine Delphy, Catherine Deneuve, Dominique Desanti, Marguerite Duras, Françoise d'Eaubonne, Françoise Fabian, Brigitte Fontaine, Luce Garcia-Ville, Claude Genia, Gisèle Halimi, Katia Kaupp, Bernadette Lafont, Danièle Lebrun, Annie Leclerc, Violette Leduc, Marceline Loridan, Judith Magre, Geneviève Mnich, Ariane Mnouchkine, Claudine Monteil, Jeanne Moreau, Michèle Moretti, Liane Mozere, Nicole Muchnik, Bulle Ogier, Marie Pillet (madre de Julie Delpy), Marie-France Pisier, Micheline Presle, Marthe Robert, Christiane Rochefort, Yvette Roudy, Françoise Sagan, Delphine Seyrig, Alexandra Stewart, Gaby Sylvia, Nadine Trintignant, Irène Tunc, Agnès Varda, Catherine Varlin, Ursula Vian-Kubler, Marina Vlady, Anne Wiazemsky y Monique Wittig. Simone Iff, entonces vicepresidenta del Movimiento francés de planificación familiar (Mouvement français pour le planning familial), se movilizó activamente a nivel personal para obtener tantas firmas de celebridades como fuera posible, aunque ella misma no firmió.
Algunas de las firmantes reclamaban que el aborto fuera gratuito además de ser libre.
La idea salió de Jeanne Moreau, de la redacción del Nouvel Observateur.

## Impacto
A la semana siguiente a la publicación del manifiesto, el semanario satírico Charlie Hebdo publicó en su portada un dibujo que criticaba a los políticos varones con la frase «Qui a engrossé les 343 salopes du manifeste sur l'avortement?» (¿Quién dejó preñadas a las 343 guarras del manifiesto sobre el aborto?). Este dibujo de Cabu acabó dando el sobrenombre al manifiesto.
Se trata de uno de los ejemplos más conocidos de desobediencia civil en Francia. Inspiró en 1973 un manifiesto de 331 médicos que se declaraban a favor de la libertad para abortar. Asimismo, contribuyó a la ratificación entre diciembre de 1974 y enero de 1975 de la ley Veil, que despenalizaba la interrupción voluntaria del embarazo durante las diez primeras semanas de gestación, un plazo que se amplió posteriormente a doce semanas, y actualmente a catorce semanas de amenorrea con la reforma de la ley de 1975 por Martine Aubry en 2001.
También ha inspirado, en 2006, el movimiento de las 143 rebeldes, compuesto por mujeres del Partido Socialista francés contrarias a la candidatura de Ségolène Royal de cara a las elecciones presidenciales de 2007, y, en 2008, el manifiesto a favor del derecho al parto a domicilio acompañado por una comadrona.
Este acto de declaración pública de haber abortado, inspiró una manifestación similar a más de mil trescientas mujeres en España, en 1979, en apoyo a unas mujeres conocidas como Las 11 de Basauri, que se encontraban procesadas por aborto cuando todavía no estaba legalizado en el país.